# Messénie
Messénie (řec. Μεσσηνία, Messinía) je jedna ze šesti regionálních jednotek kraje Peloponés v jihozápadním Řecku. Do územní reformy provedené roce 2010 byla prefekturou a zhruba odpovídá historické krajině, o níž se poprvé zmiňuje Homérova Ilias. Na ploše 2 996 km2 žije téměř 160 tisíc obyvatel a hlavním i největším městem je Kalamata.

## Geografie
Jádro Messénie tvoří povodí řeky Pamisos, která na jihu ústí do Messénského zálivu. Údolí této řeky je velmi úrodná krajina, kde se pěstují citrony, pomeranče, mandle, fíky a olivy. Na severu ji ohraničuje pohoří Nomian (1570 m), na západě pohoří Kyparissia a na východě pohoří Taygetos, které je rozvodím k povodí řeky Eurótás v sousední Spartě. Při jihozápadním pobřeží leží ostrovy Inoussy. Messénie má sice velmi dlouhé pobřeží, není na něm ale žádný přirozený přístav (snad s výjimkou Pylu), takže v řecké historii nehrála velkou roli. Je to bohatá a úrodná zemědělská krajina s dostatkem vláhy, což je na Peloponésu výjimečné.

## Administrativní dělení
Až do roku 1997 se Messénie dělila na čtyři provincie s hlavními městy Kalamata, Messini, Pylos a Kyparissia. Předchozích 280 obcí bylo tehdy sdruženo do 31 a roku 2010 do šesti velkých samosprávných „obcí“ (řecky dimi), které se velikostí blíží někdejším provinciím. V češtině je tomu významově nejbližší slovo („okres“).

Okresy (dimi) v Messénii od roku 2010

1. Kalamata
2. Dytiki Mani
3. Messini
4. Ichalia
5. Pylos-Nestoras
6. Trifylia